# سیمون موسچین
سیمون موسچین (انگلیسی: Simone Moschin؛ زادهٔ ۲۰ ژانویهٔ ۱۹۹۵) بازیکن فوتبال است.
از باشگاه‌هایی که در آن بازی کرده‌است می‌توان به باشگاه فوتبال کیه‌وو ورونا و باشگاه فوتبال روبور سیه‌نا اشاره کرد.